# Donský front
Donský front (rusky Донского фронт) byl název vojenské formace Rudé armády za druhé světové války.

## Historie
Donský front vznikl 30. září 1942 na základě rozkazu Stavky z 28. září přejmenováním Stalingradského frontu.
V říjnu a listopadu 1942 front vedl obranné boje na Donu severně od Stalingradu. 19. listopadu front společně se Stalingradským a Jihozápadním frontem zaútočil podle plánu Uran na skupinu armád B nepřítele. Sovětská vojska rozdrtila křídla nepřátelského uskupení a obklíčila německou 6. armádu ve Stalingradu. 1. ledna 1943 byly velitelství Donského frontu podřízena všechna obkličující vojska, od 10. ledna do 2. února byla v operaci Kruh 6.armáda zlikvidována.
15. února byl Donský front reorganizován v Střední front a přesunut do středu sovětsko-německé fronty.

## Podřízené jednotky

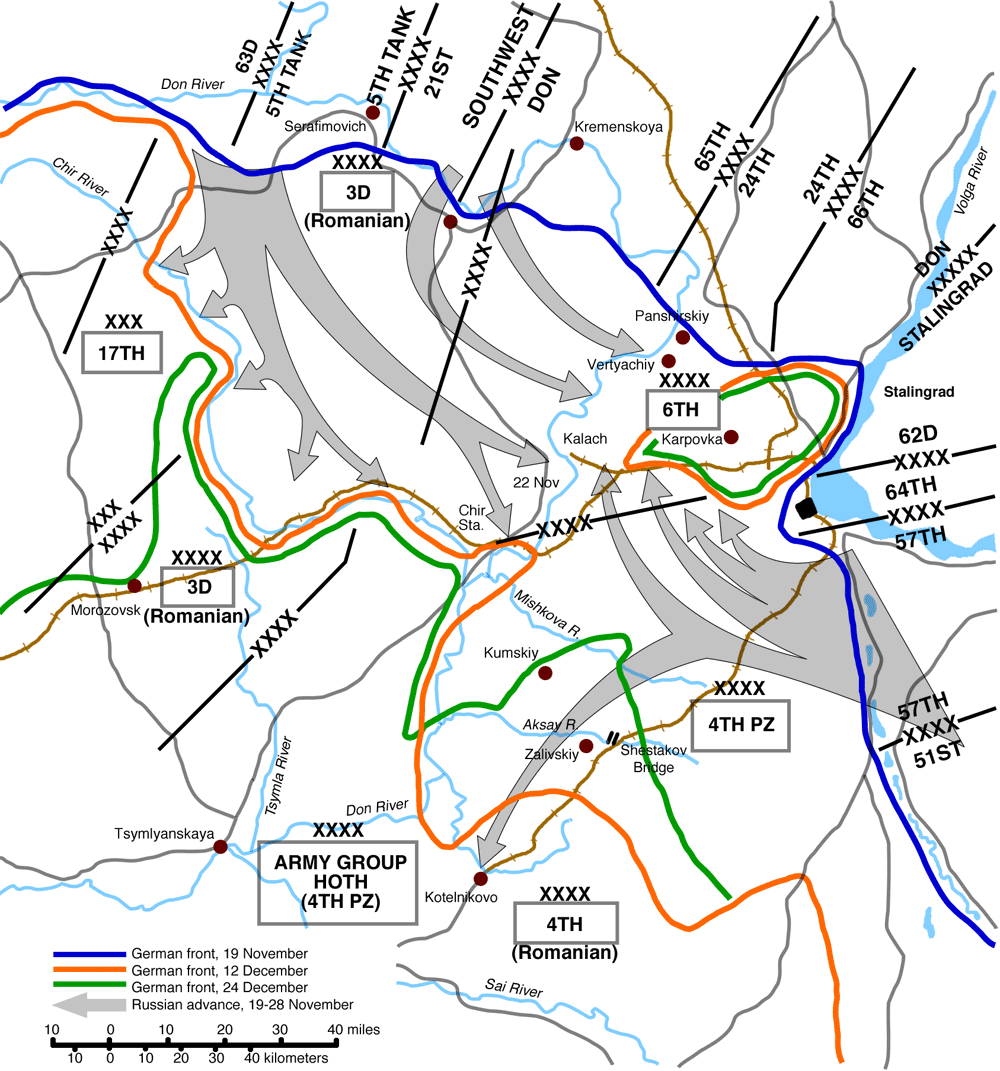
Bitva u Stalingradu

- 1. gardová armáda (30. září – 16. října 1942)
- 21. armáda (30. září – 28. října 1942)
- 24. armáda (30. září 1942 – 1. února 1943)
- 63. armáda (30. září 1942 – 29. října 1942)
- 66. armáda (30. září 1942 – 6. února)

4. tanková (od 22. října 65.) armáda (30. září 1942 – únor 1943)
- 16. letecká armáda (30. září 1942 – 15. února 1943)

57. armáda (1. ledna – 1. února 1943)
62. armáda (1. ledna – 6. února 1943)
64. armáda (1. ledna – 6. února 1943)

## Velení

### Velitel
- 30. září 1942 – 15. února 1943 generálporučík (od 15. ledna 1943 generálplukovník) Konstantin Konstantinovič Rokossovskij

### Člen vojenské rady
- 30. září 1942 – říjen 1943 sborový komisař Alexej Sergejevič Želtov
- říjen 1942 – prosinec 1942 brigádní komisař Alexej Illarionovič Kiričenko
- prosinec 1942 – 15. února 1943 generálmajor Konstantin Fjodorovič Tělegin

### Náčelník štábu
- 30. září 1942 – 15. února 1943 generálmajor (od 20. prosince 1942) Michail Sergejevič Malinin